# 加羊加措
加羊加措（1933年—），男，藏族，籍贯不详，藏传佛教格鲁派僧人，十一世班禅的经师。

## 生平
加羊加措生于1933年。8岁时，入甘肃省夏河县拉卜楞寺出家。其后在拉卜楞寺闻思学院学习佛法，并且收弟子讲学。从1998年起，加羊加措成为十一世班禅的经师。加羊加措还在甘肃省佛学院担任教授。
加羊加措在2002年的全国政协九届五次会议上被增补为全国政协委员、兼任中国宗教界和平委员会第二屆會員。在全国政协，他的提案主要关注贫困地区民众住房、少数民族地区社会保障、藏区生态环境等问题。他在提案中曾经提出保护拉卜楞寺，后来有关部门组织成立了拉卜楞寺保护管理委员会，以保护寺庙的喇嘛、财产、文物古迹等等。
加羊加措历任第九届、第十届全国政协委员，中国佛教协会副会长，甘肃省佛教协会副会长。